# Brede rog
De brede rog (Amblyraja badia) is een vissensoort uit de familie van de Rajidae. De wetenschappelijke naam van de soort is voor het eerst geldig gepubliceerd in 1899 door Garman.